# Justyna Zańko
Justyna Ewa Zańko (ur. 26 września) – polska skrzypaczka, występująca jako solistka i kameralistka. Koncertowała w wielu renomowanych salach koncertowych, takich jak Carnegie Hall w Nowym Jorku, Royal Albert Hall w Londynie, Beethoven-Haus w Bonnie, Mozarteum w Salzburgu czy Trybunał Koronny w Lublinie.

## Życiorys
Pochodzi z Lublina. Naukę gry na skrzypcach rozpoczęła w wieku siedmiu lat pod kierunkiem Bohdana Giergiela, wieloletniego koncertmistrza Filharmonii Lubelskiej, a następnie Franciszka Falgera. Liceum Muzyczne im. Fryderyka Chopina w Krakowie ukończyła z wyróżnieniem w klasie prof. Antoniego Cofalika. Studiowała również u Tadeusza Gadziny i Romana Lasockiego na Uniwersytecie Muzycznym Fryderyka Chopina w Warszawie, uzyskując tytuł magistra sztuki w 2006 roku.
W 2014 roku ukończyła studia podyplomowe w Royal Birmingham Conservatoire w Wielkiej Brytanii, zdobywając dyplom Advanced Postgraduate Diploma in Professional Performance. Jej mentorką była dr Rimma Sushanskaya – rosyjska skrzypaczka i ostatnia uczennica Dawida Ojstracha.

## Działalność artystyczna

### Konkursy i nagrody
Jest laureatką licznych krajowych i międzynarodowych konkursów skrzypcowych. Otrzymała m.in. I nagrodę oraz Nagrodę Specjalną w konkursie Bach International Music Competition (2023), Grand Prize Virtuoso (Salzburg 2021, Bonn 2020 i 2021, Londyn 2021 i 2022) oraz Golden Classical Music Awards (2022), którego finał odbył się w Carnegie Hall.
Wcześniej była finalistką Ogólnopolskiego Konkursu im. Stanisława Serwaczyńskiego, Międzynarodowego Konkursu im. Henryka Wieniawskiego w Lublinie oraz laureatką konkursu „Młodych Talentów” w Krakowie.
W 2021 roku otrzymała stypendium artystyczne Marszałka Województwa Lubelskiego.

### Koncerty
Artystka prowadzi aktywną działalność koncertową w kraju i za granicą. Występowała m.in. w Carnegie Hall, Royal Albert Hall (Elgar Room), Beethoven-Haus, Mozarteum, Malta Society of Arts w Valletcie, Adrian Boult Hall, Recital Hall w Birmingham, Galerii Malarstwa Polskiego na Zamku Lubelskim oraz w Trybunale Koronnym.
Współpracowała z orkiestrami, takimi jak Orkiestra Symfoniczna Filharmonii Lubelskiej (2001, 2018), Orkiestra Trybunału Koronnego (2012), Royal Birmingham Conservatoire Symphony Orchestra (2013) oraz Stratford Virtuosi Orchestra (2014).
W grudniu 2021 roku wystąpiła podczas gali rozdania nagród Wybitny Polak we Francji, która odbyła się w Ambasadzie RP w Paryżu.
W 2024 roku wystąpiła podczas konferencji TEDxLublin, prezentując się w duecie z Julią Miller w Teatrze Starym w Lublinie. W tym samym roku wystąpiła również podczas koncertu „Echoes of Poland” na Malcie oraz na Victoria International Arts Festival w Gozo.
Występowała z artystami takimi jak: Piotr Wijatkowski, Michael Seal, Rimma Sushanskaya and Cheung Chau.

## Działalność organizacyjna
W 2020 roku została prezeską Fundacji Muzycznej Virtuoso. Fundacja organizuje koncerty, festiwale i wydarzenia edukacyjne promujące muzykę klasyczną. Zańko pełni funkcję dyrektora artystycznego międzynarodowego festiwalu i konkursu The VirtuClassic, a także zasiada w jego jury.
Jest inicjatorką cyklu koncertów „Klasyka w Koronie”, który odbywa się w Trybunale Koronnym w Lublinie i łączy występy uznanych muzyków z debiutami młodych artystów.

## Dyskografia
- Justyna Zanko – Solo Violin (2021) – album z repertuarem na skrzypce solo, zawierający utwory m.in. J.S. Bacha, Ysaÿe’a i Bibera[3][19].